# Allium meteoricum
Allium meteoricum är en amaryllisväxtart som beskrevs av Theodor Heinrich von Heldreich, Heinrich Carl Haussknecht och Eugen von Halácsy. Allium meteoricum ingår i släktet lökar, och familjen amaryllisväxter. IUCN kategoriserar arten globalt som otillräckligt studerad. Inga underarter finns listade i Catalogue of Life.